# Pulvinaria aligarhensis
Pulvinaria aligarhensis är en insektsart som beskrevs av Avasthi och Shafee 1985. Pulvinaria aligarhensis ingår i släktet Pulvinaria och familjen skålsköldlöss. Inga underarter finns listade i Catalogue of Life.